# Kráska přes internet
Kráska přes internet (v anglickém originále Eeny Teeny Maya Moe) je 16. díl 20. řady (celkem 436.) amerického animovaného seriálu Simpsonovi. Scénář napsal John Frink a díl režírovala Nancy Kruseová. V USA měl premiéru dne 5. dubna 2009 na stanici Fox Broadcasting Company a v Česku byl poprvé vysílán 27. prosince 2009 na stanici ČT2.

## Děj
Homer se snaží strávit s Maggie více času a nakonec ji přivede k Vočkovi. Vočko uklízí bar, protože bude mít rande, a zjistí, že má vlastně okno, které bylo předtím zakryté vrstvami špíny. Za oknem je dětské hřiště, což Homer považuje za příležitost, jak Maggie sledovat a zároveň trávit čas U Vočka. Homer pošle Maggie, aby si hrála s ostatními dětmi venku, ale ukáže se, že jsou to bezohlední rváči. Marge si všimne, že Maggie je nesvá, když se jednoho dne vrátí domů, a začne se obávat, že ji Homer zanedbává. Po zhlédnutí reklamy na sledovací kameru upevněnou v oku plyšového medvídka Marge zakoupí špionážní kameru, kterou připevní Maggie na gumičku do vlasů, a zjistí, že Maggie je šikanována skupinou gangsterských miminek. Marge je nejprve překvapená, když vidí, že Maggie je dětmi týrána, ale vidí, jak Homer poté, co zjistil pravdu o ostatních dětech z hřiště, přispěchá Maggie na pomoc a je zmlácen Kearneyho synem. Maggie skočí Homerovi na pomoc a Homer řekne, že ji i Marge miluje. Marge dojatá k slzám řekne Homerovi, že je skvělým otcem. 
Mezitím se z Vočkovy partnerky, se kterou se seznámil přes internet, vyklube malá osoba jménem Maya. Vočko ji stále miluje, ale bojí se, co si o ní pomyslí jeho přátelé. Rozhodne se ji vzít na dvojité rande s Marge a Homerem, z nichž ani jednomu nevadí, že je malá. Homer, který vidí Mayinu inteligenci a citlivost, navrhne Vočkovi, aby si ji vzal. Vočko ji požádá o ruku, ale neodolá vtipkování o Mayině výšce, a ta ho tak uraženě odmítne. Zdrcený žalem se Vočko radí s Lennym a Carlem, kteří mu poradí, aby udělal něco riskantního, aby získal Mayu zpět. Vočko se rozhodne podstoupit operaci, aby byl menší, a doktor Nick Riviera souhlasí, že operaci provede. Maya těsně před operací Vočka zastaví, protože chce někoho, kdo ji vidí jako krásnou, ne jako malou, a kdo se nepotřebuje zmenšit na její výšku, aby ji mohl milovat. Vočko, jenž je odhodlán operaci podstoupit, Mayu neposlechne a ta ho nadobro opustí. Homer utěšuje sklíčeného Vočka tím, že i když to s Mayou nedopadlo dobře, Vočko vlastně našel lásku k ženě, která mu lásku oplácí, a že když byl úspěšný jednou, bude úspěšný i podruhé. Vočko se rozzáří a diví se, jak se díky malé ženě, jako je Maya, mohl cítit tak velký.

## Kulturní odkazy
Anglický název je parodií na dětskou říkanku Eeny, meeny, miny, moe. Kearneyho syn, který na prsty tluče do lahví, odkazuje na film The Warriors z roku 1979. Vočko odkazuje na lidi, kteří žijí na stromech, zejména na Tarzana a Medvědí rodinku. Když Vočko zapne v Mayině domě televizi, je na ní scéna z filmu Pan Wonka a jeho čokoládovna, ve které zpívají Umpa-lumpové. Maya řekne Vočkovi, že její fotka, kterou sdílela s Vočkem přes internet, byla pořízena v Legolandu. Když se Vočko s Mayou setká osobně, strhne reklamu na házení trpaslíků a vyhodí výtisk románu Malé ženy. Krátce nato se Mayi zeptá: „Tak co, byla jsi vždycky takhle velká, nebo je to něco jako Benjamin Button?“. V dílu také Vočko prohlásí, že je krotitelem hadů, což bylo již dříve zmíněno v epizodě Homer kacířem z roku 1992.

## Přijetí
Po odvysílání díl získal od televizních kritiků převážně pozitivní hodnocení. 
Robert Canning, recenzent serveru IGN.com, udělil epizodě 7,6/10 a řekl, že když Homer utěšoval Vočka kvůli tomu, že se s ním rozešla Maya, byl to „sladký způsob, jak ukončit tuto příjemnou epizodu“.
Erich Asperschlager ze serveru TV Verdict napsal: „Trávit příliš mnoho času mimo rodinu bylo pro Simpsonovy vždycky ošemetné. Nechat zazářit vedlejší postavy může být zábavné, ale přiznejme si to: lidé si naladí Simpsonovy, ne Szyslakovy, Flandersovy nebo Leonardovy–Carlsonovy. Na druhou stranu, trávit příliš mnoho času s rodinou může být vyčerpávající. Tento týden se Simpsonovi dostali na příjemnou střední cestu, když většinu epizody věnovali Vočkovu krátkodobému vztahu, ale podpořili ho béčkovou zápletkou Homer–Maggie–Marge. Ani jeden z příběhů nevyletěl do velkých výšin, ale Kráska přes internet byla solidním vstupem do (zatím) solidní sezóny.“.
Hank Azaria byl za roli Vočka Szyslaka v této epizodě nominován na cenu Primetime Emmy za vynikající hlasový výkon, ale prohrál s kolegou ze Simpsonových Danem Castellanetou, jenž cenu získal za díl Táta to ví nejhůř.
John Frink byl za scénář k této epizodě v roce 2010 nominován na Cenu Sdružení amerických scenáristů v kategorii animace. Simpsonovi byli jediným seriálem, který byl v této kategorii nominován, dalšími nominovanými díly byly Burns a včely, Jak to vlastně bylo aneb Zfalšované volby, Gone Maggie Gone a Nešťastná svatba, která cenu vyhrála.